# 猪俣隆
猪俣 隆（いのまた たかし、1964年6月27日 - ）は、新潟県長岡市出身の元プロ野球選手（投手）。現在は寿司職人。

## 経歴

### プロ入りまで
新潟県長岡市出身。遅くとも長岡市立東中学校から野球部に所属し、同校卒業後野球留学で上京し、堀越高校に進む。1982年夏の西東京大会準決勝に進出するが、日大二高に6回コールド負け。
1983年に卒業後法政大学へ進学。1年春の新人戦（対明大戦）では新人戦史上初のノーヒットノーランを達成した。2年時の1984年秋、4年広澤克実や福王昭仁擁する明大2回戦で完封勝利し、さらに3回戦でも法大が勝利し明大から勝ち点を挙げながら、優勝を明大にさらわれた。東京六大学野球リーグでは在学中4回優勝し、このうち85年春・86年春のリーグ優勝に大きく貢献した。猪俣が最上級生の西川佳明投手とチームの主戦投手として活躍し始めた3年時の1985年、全日本大学野球選手権大会決勝で3年森浩之捕手らがいた東洋大に4-1の完投勝利。1986年の全日本大学選手権は準決勝で流通経済大に敗退。同85年・86年と2年連続で日米大学野球選手権大会日本代表に選出された。
リーグ通算43試合登板、20勝7敗、防御率1.87、180奪三振。大学同期に石井丈裕投手、高田誠捕手、金子誠一、山本貴、山岸敦、1学年上に西川佳明投手や若井基安、西山竜二、1学年下に秋村謙宏投手、松井達徳、3学年下に葛西稔投手がいる。

### 現役時代
1986年度ドラフト会議にて阪神から1位指名を受け、入団。新潟県出身の選手がドラフト1位指名を受けて入団したのはこれが史上初のことである（1位指名選手としても1980年度ドラフト会議にて阪急ブレーブスから1位指名を受け、入団を拒否した川村一明以来通算2人目）。140km/h台のストレートとナックルボールを武器に即戦力として期待された。
大卒同期入団の阿波野秀幸（亜細亜大学 - 近鉄バファローズ）、西崎幸広（愛知工業大学 - 日本ハムファイターズ）らと並んで“トレンディエース”と謳われた一角。当時読売ジャイアンツ（巨人）に在籍していたウォーレン・クロマティに引っ掛け、「イノマティ」というニックネームも付けられた。
しかし、プロ入り後は伸び悩んだ。大学時代から変化球のキレと制球の良さが売りだったが、プロ入り後は度重なる故障と幾たびにも亘るフォーム改造で逆に制球力が著しく低下。その後、山本和行の背番号25を受け継ぎ、先発に中継ぎにと様々な形で登板したものの、1993年シーズンに唯一の2桁勝利となる11勝（12敗）を挙げたのをピークに以後は相次ぐ故障などで低迷。コントロールが不安定で四球が多い投球内容から「ミスターB」という不名誉なニックネームまで付いた。谷沢健一からは「キャッチボールに毛が生えた程度の投球」とも酷評されている。
1997年、88年以来の一軍未登板に終わるとオフに戦力外通告を受け、翌1998年シーズンから中日ドラゴンズへ移籍。しかしここでも故障に泣かされ、結局一軍公式戦での登板はなしに終わり球団から戦力外通告を受け、この年のシーズン限りで現役を引退。マイナーリーグ、独立リーグなどにチャンスを求めて渡米したものの結局現役は断念。なお、岩瀬仁紀（1998年度ドラフト会議前に中日を逆指名し、同球団から2位指名）のプロ入り前に中日で背番号13を着用していた最後の選手である。
猪俣は、現役時代を振り返り、「（1993年の）2桁勝利が一番の思い出。シーズン通じてまともな状態だったのはあの年だけだった」と述べている。
DH制ではない東京六大学野球からの入団ながら、プロ入り以来79打席連続無安打という珍記録もマークしている（これは当時のセ・リーグ記録である）。現在は工藤公康の84打席が記録（日本記録は嵯峨健四郎の90打席）であるが、初打席以来の記録では現在でも猪俣が最多。なお、工藤は西武ライオンズ所属時に日本シリーズでサヨナラ安打を記録している。

### 引退後
中日退団後、渡米中にふとしたきっかけで寿司職人の口を紹介され、三重県津市内での修行を経て2001年渡米。ワシントンD.C.で腕を振るった。猪俣は大学時代、日米大学野球で渡米した時以来「いつか、アメリカに永住したい」という夢を持っていたが、こうして意外な形ではあるものの、実現させることができた。その後、寿司職人からは引退したとされていたが、2014年9月15日放映の日本テレビ系番組『明石家さんまの転職DE天職3』では「野球選手から転職した寿司職人」として紹介され、年収500万円（程度）を稼いでいることを猪俣本人がコメントし、店舗で寿司を握っている姿も放映された。
因みに、元々左利きであったため修行中は右利きに矯正するなど努力したことについて、ワシントンの地元紙で「寿司界のジミ・ヘンドリックス」と評されたことがある。
猪俣を主役とした漫画作品として、中山ラマダ作「泣くな!イノマティ」（未単行本化）がある。

## 詳細情報

### 年度別投手成績
| 年 度     | 球 団     | 登 板 | 先 発 | 完 投 | 完 封 | 無 四 球 | 勝 利 | 敗 戦 | セ 丨 ブ | ホ 丨 ル ド | 勝 率 | 打 者 | 投 球 回 | 被 安 打 | 被 本 塁 打 | 与 四 球 | 敬 遠 | 与 死 球 | 奪 三 振 | 暴 投 | ボ 丨 ク | 失 点 | 自 責 点 | 防 御 率 | W H I P |
| --------- | --------- | ----- | ----- | ----- | ----- | -------- | ----- | ----- | -------- | ----------- | ----- | ----- | -------- | -------- | ----------- | -------- | ----- | -------- | -------- | ----- | -------- | ----- | -------- | -------- | ------- |
| 1987      | 阪神      | 22    | 14    | 2     | 1     | 0        | 5     | 7     | 0        | --          | .417  | 422   | 98.0     | 91       | 12          | 37       | 2     | 2        | 88       | 4     | 1        | 34    | 32       | 2.94     | 1.31    |
| 1989      | 阪神      | 41    | 5     | 0     | 0     | 0        | 4     | 6     | 3        | --          | .400  | 303   | 66.2     | 53       | 3           | 54       | 1     | 1        | 65       | 4     | 0        | 33    | 31       | 4.19     | 1.60    |
| 1990      | 阪神      | 23    | 21    | 7     | 3     | 0        | 5     | 11    | 0        | --          | .313  | 635   | 145.2    | 125      | 20          | 77       | 2     | 6        | 115      | 5     | 0        | 64    | 53       | 3.27     | 1.39    |
| 1991      | 阪神      | 27    | 26    | 7     | 1     | 0        | 9     | 13    | 0        | --          | .409  | 717   | 172.1    | 135      | 7           | 80       | 3     | 5        | 116      | 7     | 0        | 72    | 63       | 3.29     | 1.25    |
| 1992      | 阪神      | 14    | 13    | 1     | 1     | 0        | 5     | 5     | 0        | --          | .500  | 364   | 75.2     | 87       | 8           | 50       | 1     | 4        | 57       | 1     | 0        | 46    | 42       | 5.00     | 1.81    |
| 1993      | 阪神      | 27    | 27    | 3     | 0     | 1        | 11    | 12    | 0        | --          | .478  | 735   | 166.2    | 179      | 16          | 71       | 3     | 5        | 133      | 4     | 1        | 72    | 72       | 3.89     | 1.50    |
| 1994      | 阪神      | 14    | 10    | 1     | 1     | 0        | 3     | 6     | 0        | --          | .333  | 207   | 47.0     | 52       | 6           | 16       | 1     | 1        | 29       | 1     | 0        | 24    | 23       | 4.40     | 1.45    |
| 1995      | 阪神      | 21    | 2     | 0     | 0     | 0        | 1     | 2     | 0        | --          | .333  | 141   | 32.1     | 26       | 4           | 15       | 0     | 3        | 17       | 2     | 0        | 10    | 9        | 2.51     | 1.27    |
| 1996      | 阪神      | 2     | 1     | 0     | 0     | 0        | 0     | 1     | 0        | --          | .000  | 18    | 3.0      | 7        | 0           | 2        | 0     | 0        | 3        | 0     | 0        | 5     | 5        | 15.00    | 3.00    |
| 通算：9年 | 通算：9年 | 191   | 119   | 21    | 7     | 1        | 43    | 63    | 3        | --          | .406  | 3542  | 807.1    | 755      | 76          | 402      | 13    | 27       | 623      | 28    | 2        | 360   | 330      | 3.68     | 1.43    |

### 記録
- 初登板：1987年4月11日、対ヤクルトスワローズ戦（阪神甲子園球場）、8回表から登板、2回無失点
- 初勝利：1987年8月11日、対読売ジャイアンツ戦（後楽園球場）、先発登板、5回2/3を3失点
- 初完投・初完封：1987年9月10日、対ヤクルトスワローズ戦（阪神甲子園球場）、被安打7 奪三振14 四死球1
- 初セーブ：1989年10月1日、対広島東洋カープ戦（阪神甲子園球場）、9回から登板・完了、1回無失点
- 初安打：1990年9月11日、対ヤクルトスワローズ戦。プロ入り80打席目での達成、それまでの連続無安打79は当時のセ・リーグ記録[6]。

### 背番号
- 17 （1987年 - 1988年）
- 25 （1989年 - 1997年）
- 13 （1998年）